# Gottfried Thomasius
Gottfried Thomasius (26. juli 1802 i Egenhausen—24. januar 1875) var en tysk luthersk dogmatiker. Han nedstammede fra Christian Thomasius.
Thomasius virkede først som præst, men opnåede i 1842 et professorat i dogmatik i Erlangen. Han var udpræget konfessionel og en fortræffelig lærer, tillige en fremragende prædikant. Mest kendt er han som grundlægger af den moderne kenosislære. Blandt Thomasius' værker må nævnes Origenes (1837), hans dogmatik Christi Person und Werk, I—III (1852—61) og Die Dogmengeschichte der alten Kirche (1874) samt forskellige prædikensamlinger.